# 小行星8250
小行星8250（8250 Cornell）是一颗绕太阳运转的小行星，为主小行星带小行星。该小行星于1980年9月2日发现。

## 轨道参数
小行星8250的轨道半长轴为3.1261778 AU，离心率为0.211。